# L'Amour en pilules
Série
Toubib en liberté
(1957) We Joined the Navy (en)
(1962)
Pour plus de détails, voir Fiche technique et Distribution.
L'Amour en pilules (Doctor in Love) est un film britannique réalisé par Ralph Thomas, sorti en 1960.

## Synopsis
La vie et les amours de deux jeunes docteurs, Richard Hare et Tony Burke.

## Fiche technique
- Titre original : Doctor in Love
- Titre français : L'Amour en pilules
- Réalisation : Ralph Thomas
- Scénario : Nicholas Phipps, d'après le roman de Richard Gordon (en)
- Direction artistique : Maurice Carter
- Décors : Arthur Taksen
- Costumes : Yvonne Caffin
- Photographie : Ernest Steward
- Son : Dudley Messenger, Gordon K. McCallum
- Montage : Alfred Roome
- Musique : Bruce Montgomery
- Production exécutive : Earl St. John
- Production : Betty E. Box
- Société de production : The Rank Organisation Film Productions
- Société de distribution : Rank Film Distributors
- Pays d'origine :  Royaume-Uni
- Langue originale : anglais
- Format : couleur (Eastmancolor) — 35 mm — son mono
- Genre : Comédie
- Durée : 93 minutes
- Dates de sortie : Royaume-Uni : 12 juillet 1960

## Distribution
- Michael Craig : Dr Richard Hare
- Virginia Maskell : Dr Nicola Barrington
- Leslie Phillips : Dr Tony Burke
- James Robertson Justice : Sir Lancelot Spratt
- Carole Lesley : "Kitten" Strudwick
- Reginald Beckwith : Wildewinde
- Nicholas Phipps : Dr Clive Cardew
- Liz Fraser : Leonora
- Joan Sims : Dawn
- Ambrosine Phillpotts : Lady Spratt
- Irene Handl : Professeur MacRitchie
- Nicholas Parsons : Dr Hinxman
- Moira Redmond : Sally Nightingale

## Chanson du film
- Doctor in Love, écrit par Ken Hare, interprété par Richard Allan